# Echinacea (zoologia)
Echinacea (Claus, 1876) è una superordine di ricci di mare appartenente alla sottoclasse Euechinoidea.

## Tassonomia
Una recente analisi filogenetica basata sulle caratteristiche morfologiche dell'esoscheletro di specie sia viventi che fossili ha ridefinito la tassonomia di questo raggruppamento, includendovi i seguenti taxon:
- Ordine Arbacioida Gregory, 1900
  - Famiglia Acropeltidae Lambert & Thiéry, 1914 †
  - Famiglia Arbaciidae Gray, 1855
  - Famiglia Glypticidae Lambert & Thiéry, 1914 †
  - incertae sedis
    - Genere Gymnodiadema de Loriol, 1884 †
    - Genere Dubarechinus Lambert, 1937 †
- Ordine Camarodonta Jackson, 1912 (sin.: Echinoida)
  - Infraordine Echinidea Kroh & Smith, 2010
    - Famiglia Echinidae Gray, 1825
    - Famiglia Parechinidae Mortensen, 1903
    - Superfamiglia Odontophora Kroh & Smith, 2010
      - Famiglia Echinometridae Gray, 1855
      - Famiglia Strongylocentrotidae Gregory, 1900
      - Famiglia Toxopneustidae Troschel, 1872

  - Infraordine Temnopleuridea Kroh & Smith, 2010
    - Famiglia Glyphocyphidae Duncan, 1889 †
    - Famiglia Temnopleuridae A. Agassiz, 1872
    - Famiglia Trigonocidaridae Mortensen, 1903
    - Famiglia Zeuglopleuridae Lewis, 1986 †

  - incertae sedis
    - Genere Aeolopneustes Duncan & Sladen, 1882 †
    - Genere Porosoma Cotteau, 1856 †
    - Famiglia Parasaleniidae Mortensen, 1903
    - Famiglia Triplacidiidae † (nome provvisorio)
- Ordine Stomopneustoida
  - Famiglia Glyptocidaridae Jensen, 1982
  - Famiglia Stomechinidae Pomel, 1883 †
  - Famiglia Stomopneustidae Mortensen, 1903
- incertae sedis
  - Famiglia Glyphopneustidae Smith & Wright, 1993 †
  - Famiglia Pedinopsidae † (nome provvisorio)

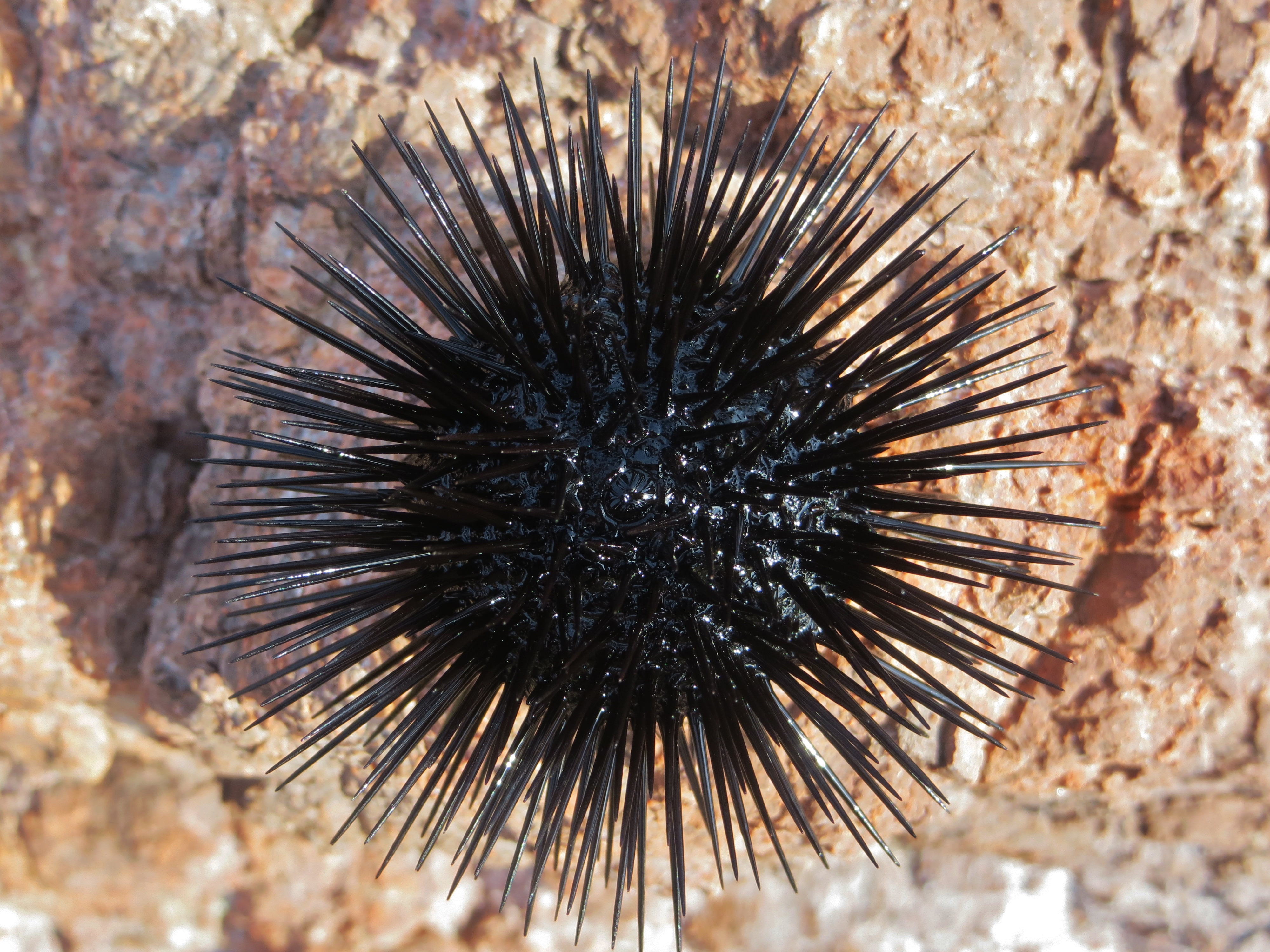
Arbacia lixula, un Arbacioida
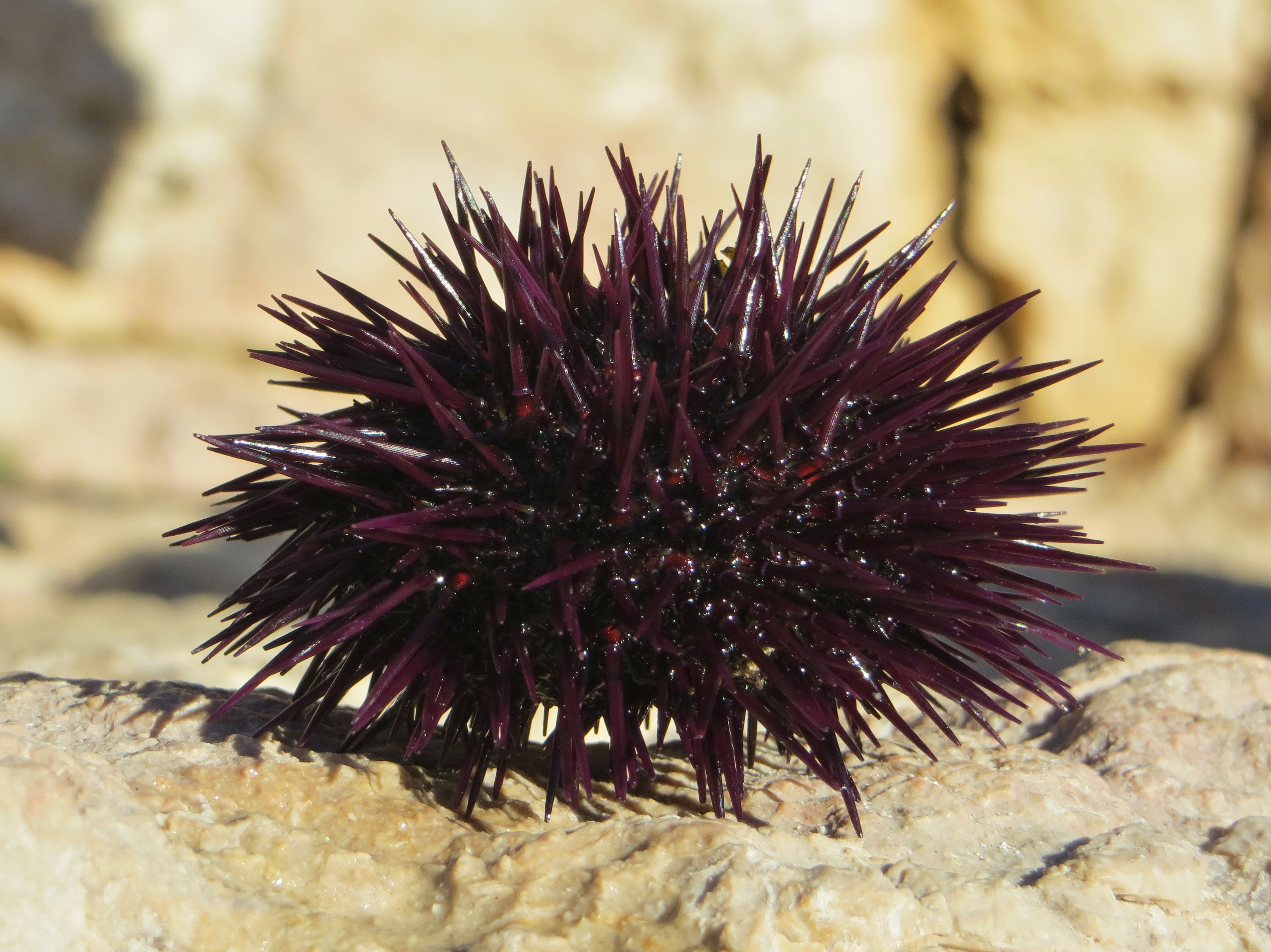
Paracentrotus lividus, un Echinidea
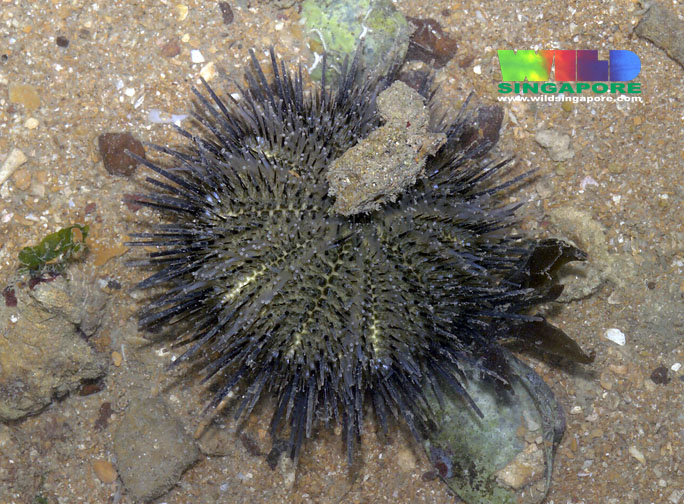
Temnopleurus toreumaticus, un Temnopleuridea
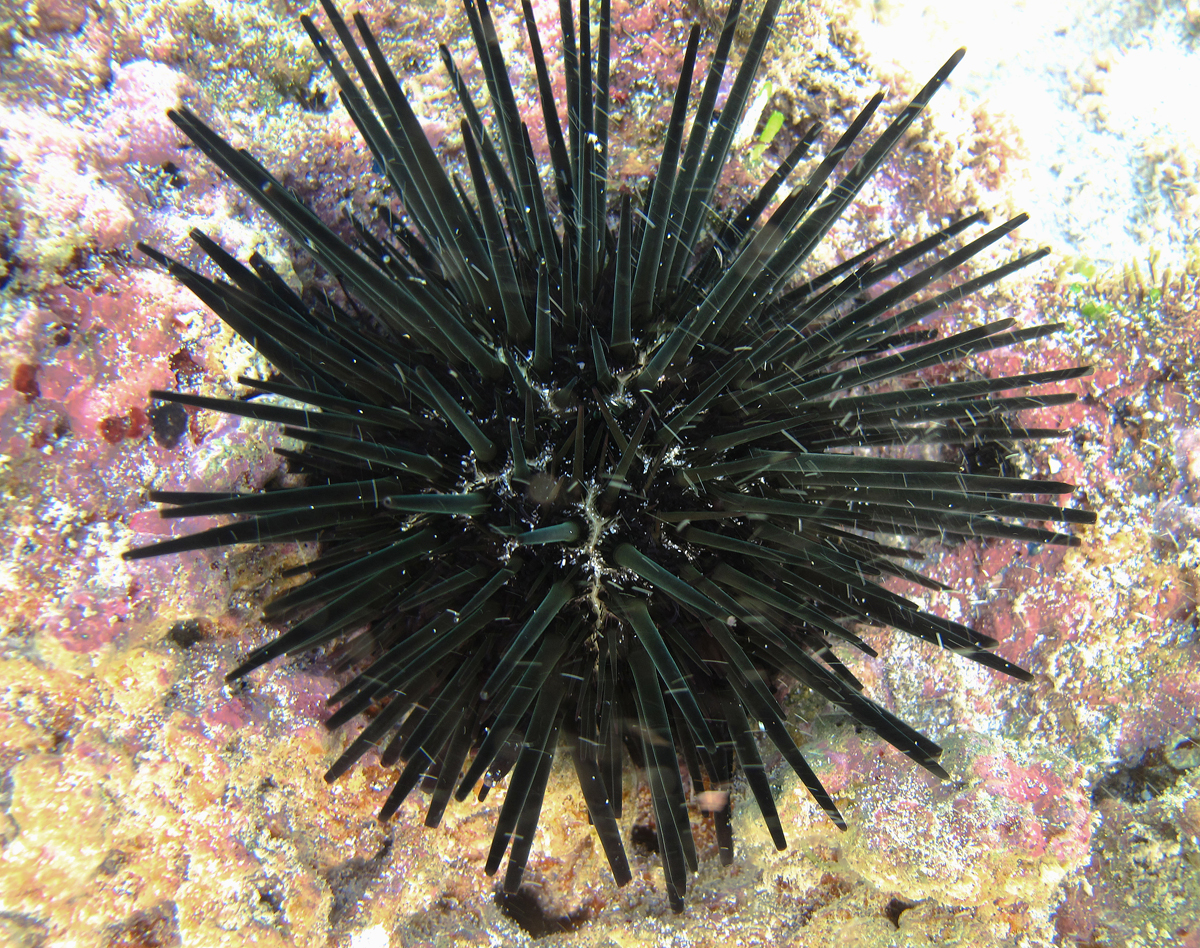
Stomopneustes variolaris, un Stomopneustoida

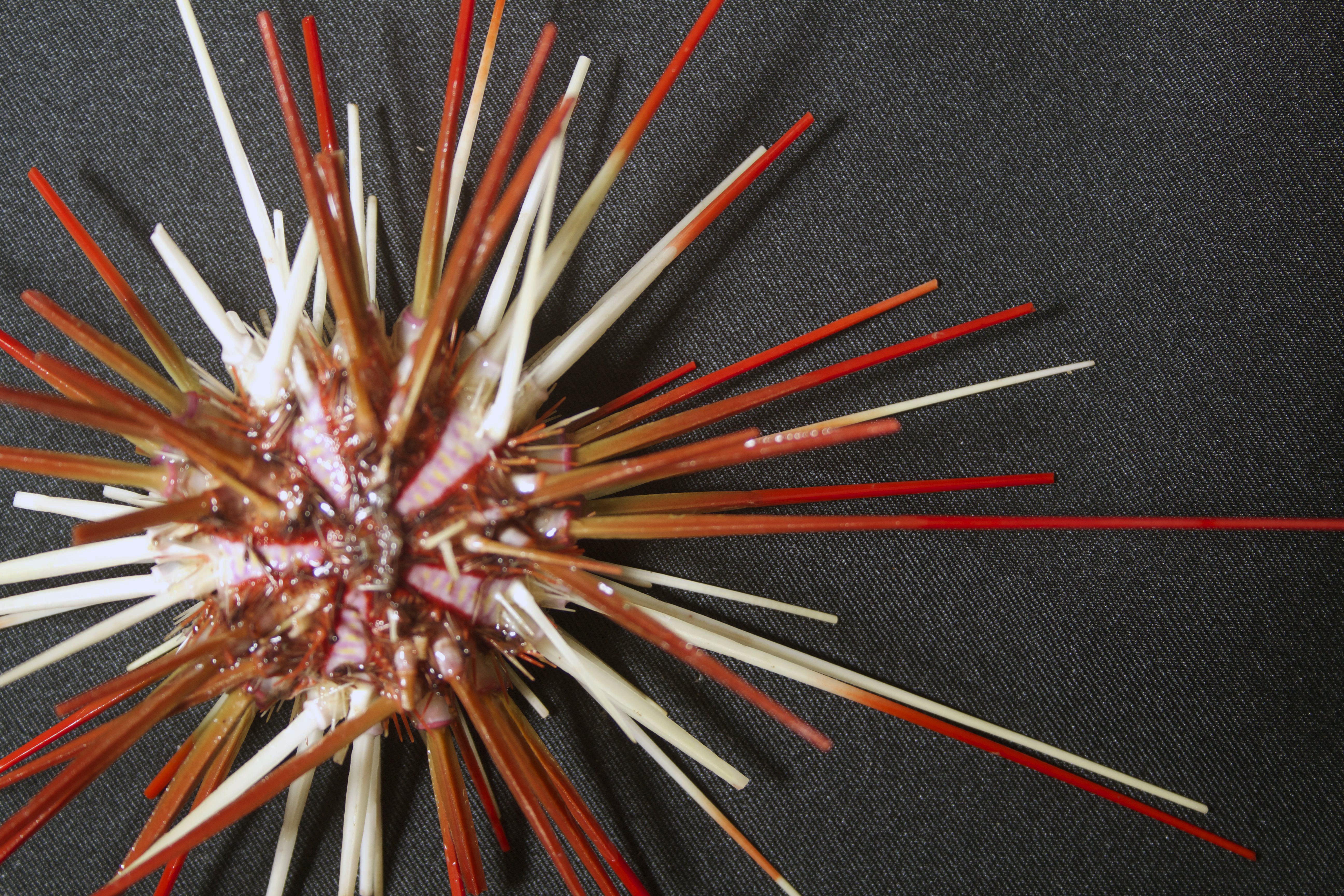
Coelopleurus floridanus, un Arbacioida particolare.
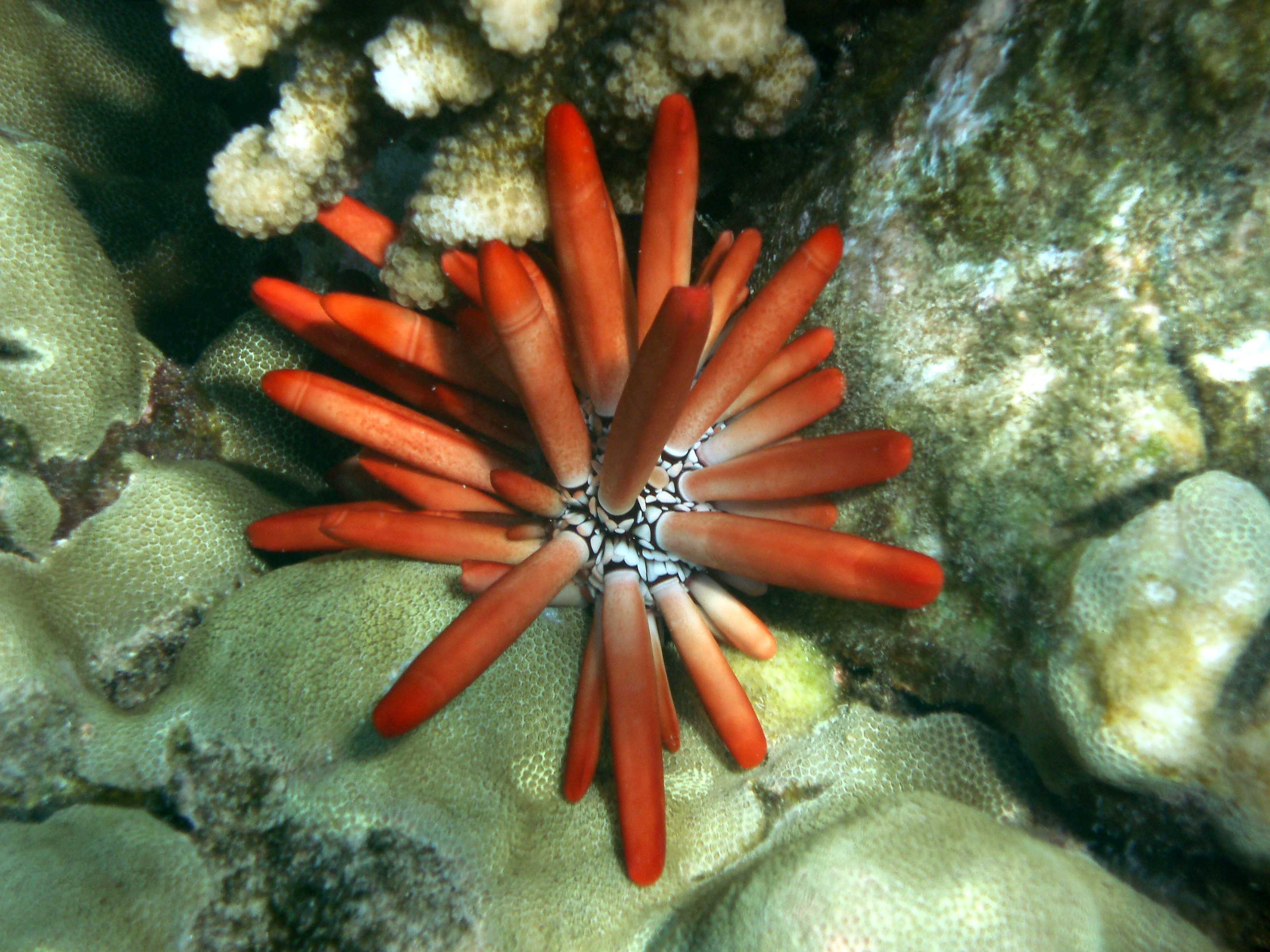
Heterocentrotus mammillatus, un Camarodonta particolare.
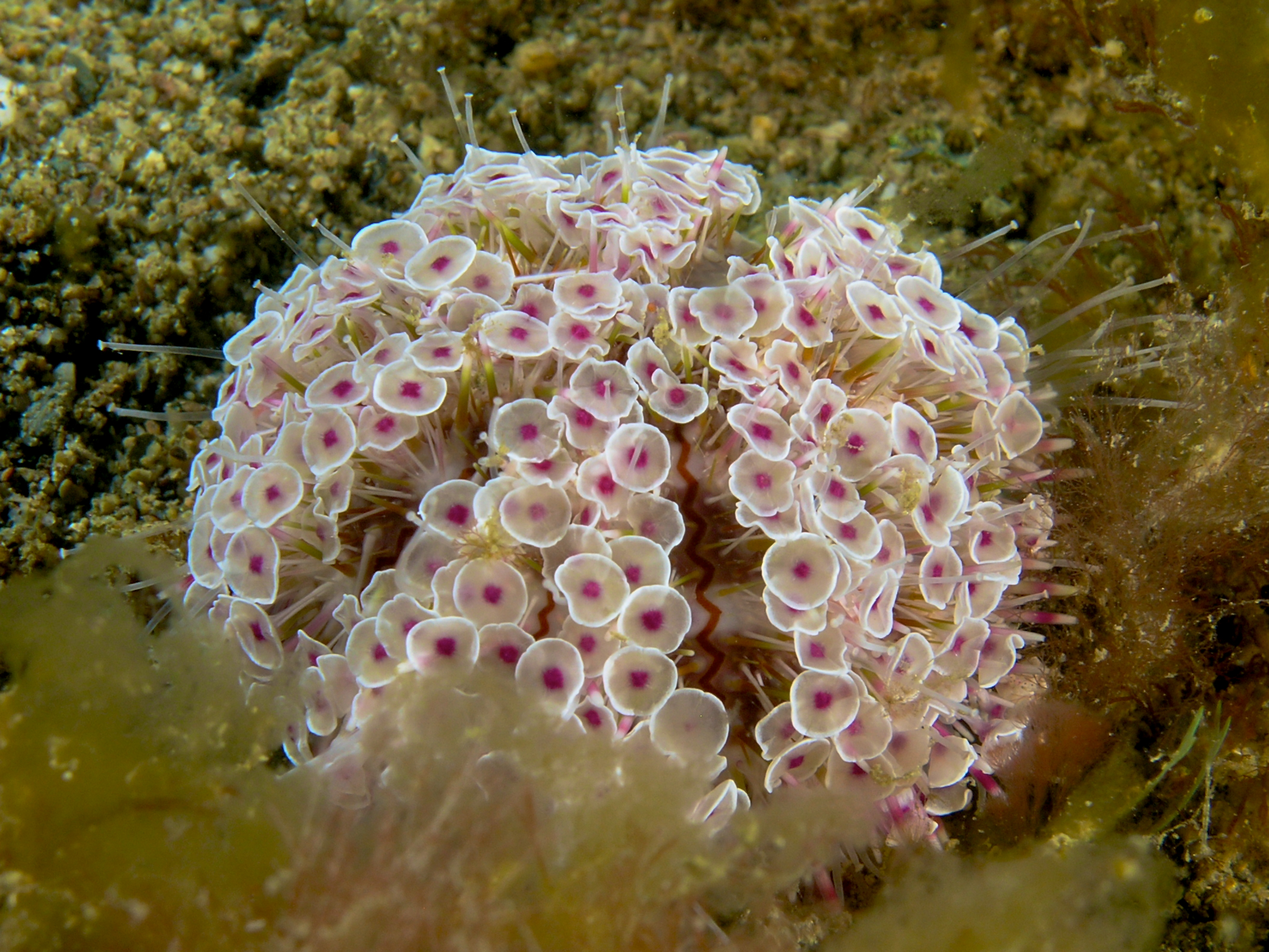
Toxopneustes pileolus, un Camarodonta particolare.
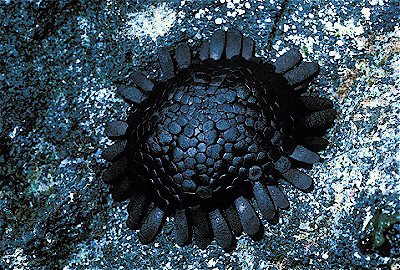
Colobocentrotus atratus, un Camarodonta particolare.
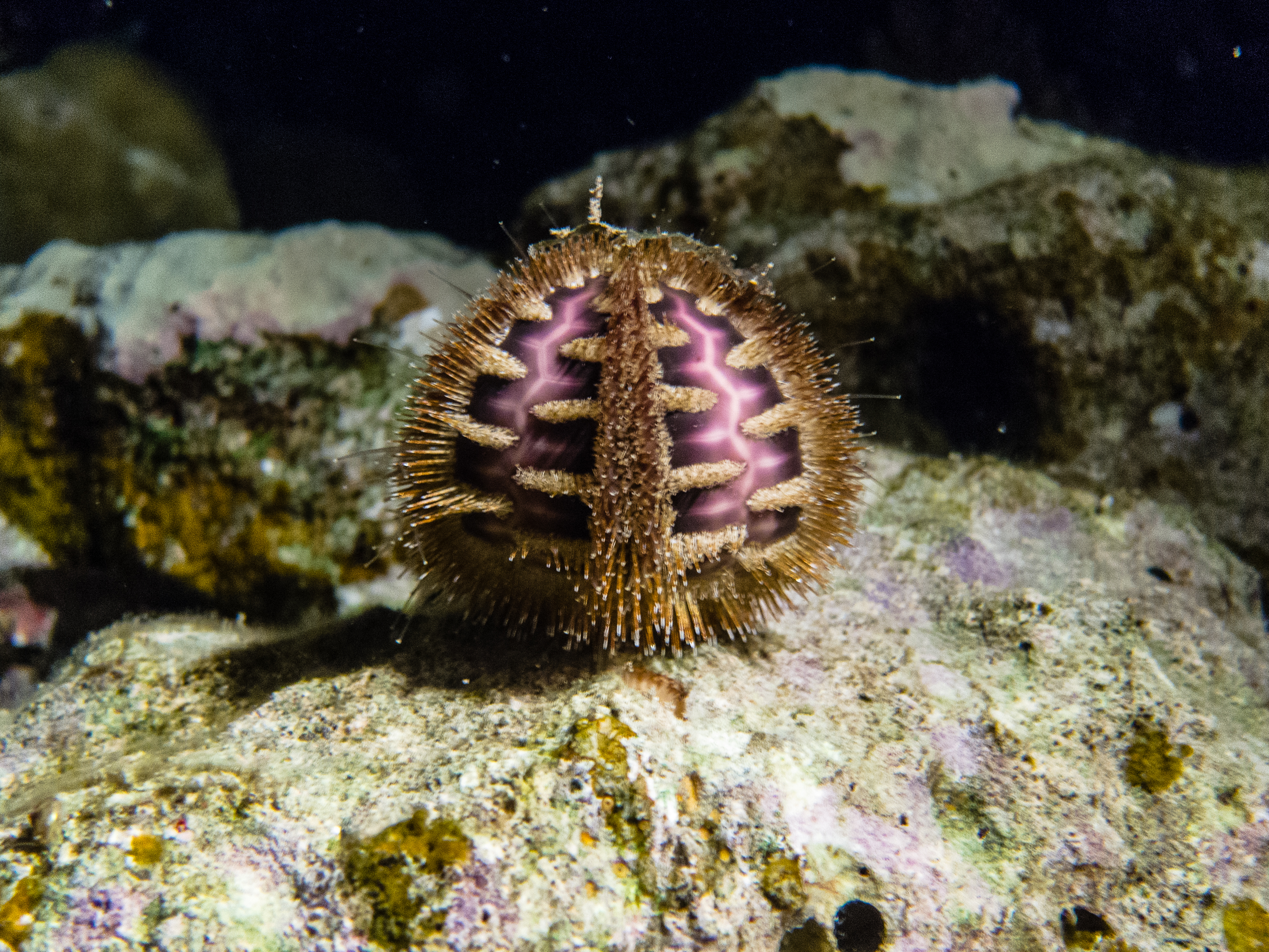
Microcyphus rousseaui, un Temnopleuridea particolare.